# パレード

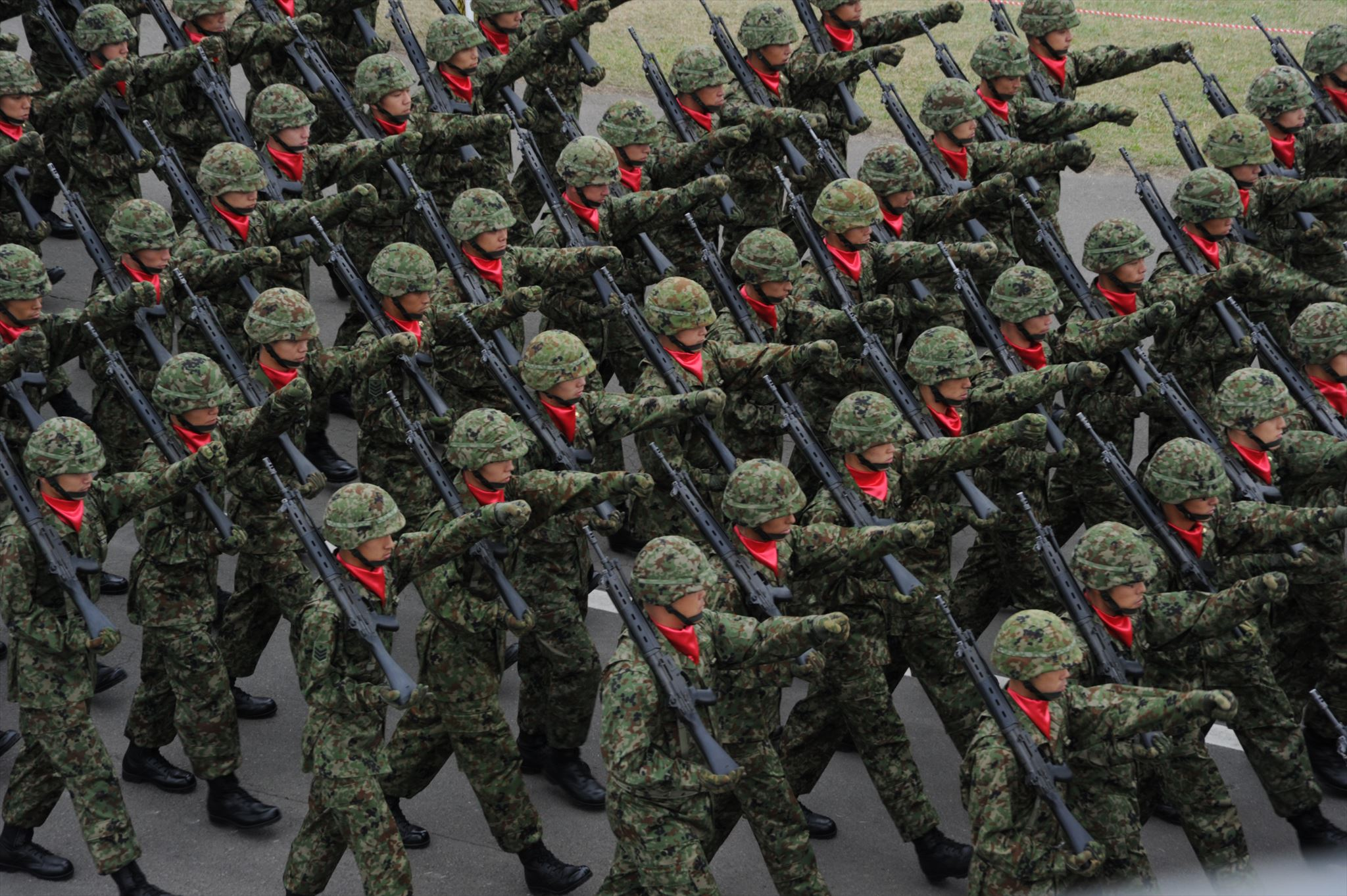
平成22年度観閲式で、隊列を組んで行進する陸上自衛隊

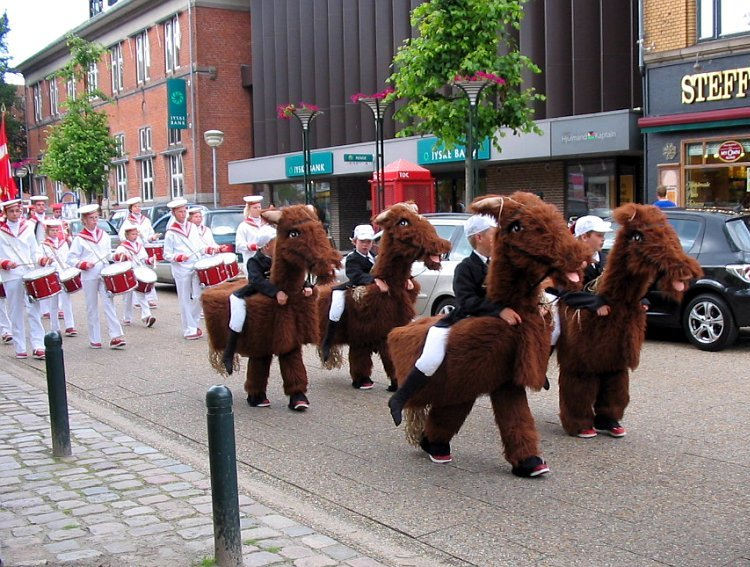
デンマーク、ヨーリンでのパレード（2004年）

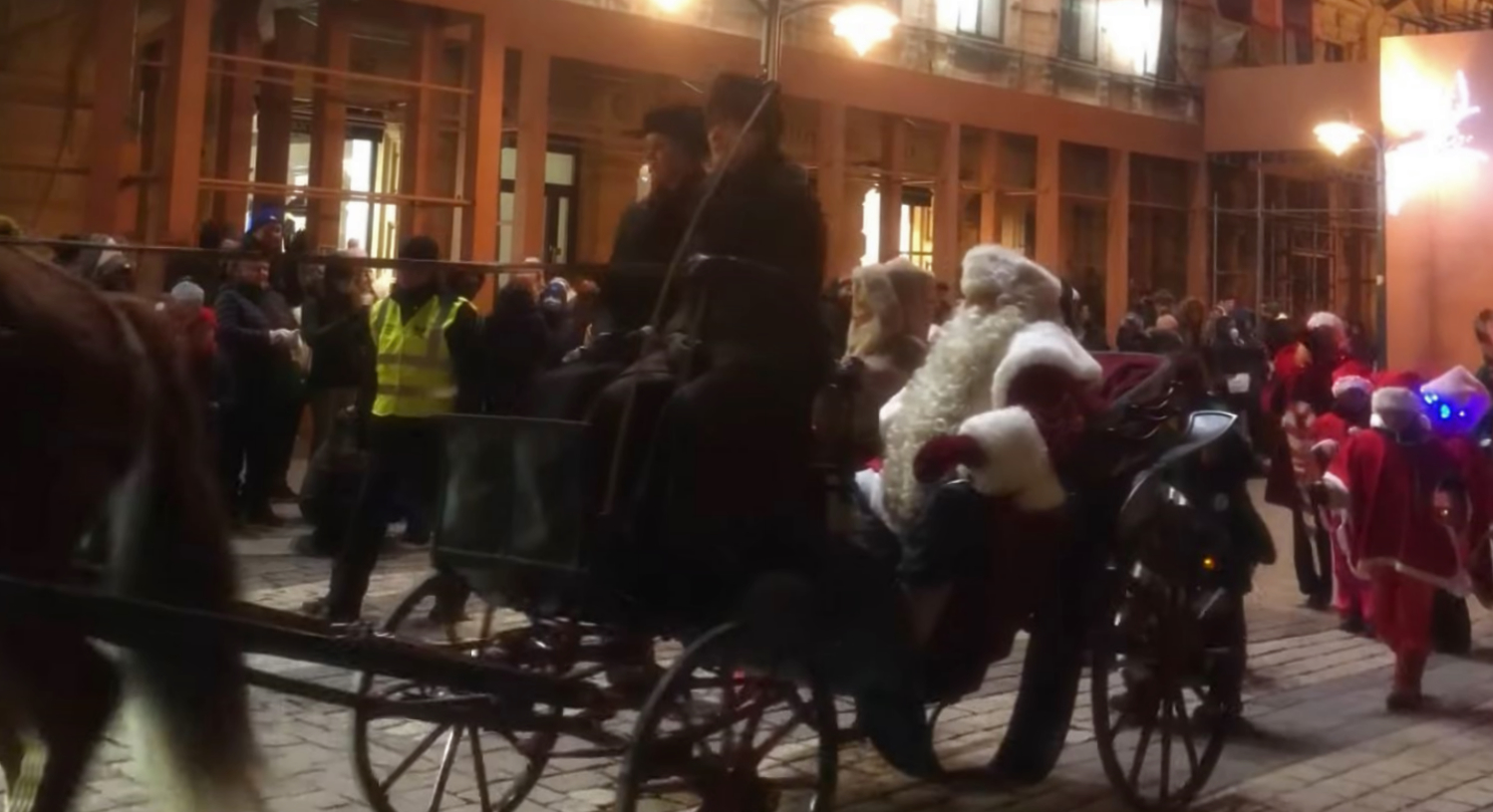
フィンランド、ヘルシンキでのクリスマスパレードでのサンタクロース (2021年)

パレード（parade）とは、祭事や祝い事・イベント時等に、見物人に見せるために屋外を行列で進むこと、またはその行列のことである。

## 概要
徒歩の場合と、乗り物（自動車、フロート、馬、艦船など）に乗る場合とがある。自動車の場合は一般にオープンカーやオープントップバスを用いる。
しばしば、楽隊を従えて賑やかにし、また、伝統的な民族衣装や、催し物の内容に沿った特定のコスチュームを身に着けるなどの仮装を伴うことが多い。
同性愛者などによるプライド・パレードなど、なんらかの主張を掲げての行進であることもあるが、主張を叫ぶことが主な目的ではない。主張の伝達が主たる目的の時には、パレードではなくデモ行進と呼ばれる。
テーマパークの中などで一種のショー・アトラクション的に行われるものと、御堂筋パレードやひろしまフラワーフェスティバル、優勝祝賀パレード、マーチングパレードなどのように公道を通行止めにして行われるものの、2種類に大別される。前者では東京ディズニーランドの「東京ディズニーランド・エレクトリカルパレード・ドリームライツ」、伏見テクニカルセンターの「バイクパレード」、パルケエスパーニャの「エスパーニャカーニバル」などが有名。
観兵式・閲兵式もパレードの一種である。
歴史家マリー・P・ライアン（英語: Mary P. Ryan）は、パレードという行列による祝祭形態が初めて出現したのは19世紀初頭のアメリカ合衆国であり、その端緒となったのが1820年代に行われたエリー運河開通記念祭のパレードであると主張し、政治文化の研究分野に大きな影響を与えた。当時のアメリカは国民国家の生成期であり、市民による政治参加を促し、パレードへの参加という共通体験を通じて市民の帰属意識やイデオロギーを強化する目的で企画されたと見られている。こうした「アメリカ的なもの」を具現化するためのパレードは、20世紀後半まで盛んに行われている。
世界の王室・皇室では結婚式や即位などの慶事にしばしばパレードが行われ、国民から祝福を受ける（ウィリアム王子とキャサリン・ミドルトンの婚礼、皇太子徳仁親王と小和田雅子の結婚の儀など参照）。日本では、明仁天皇や徳仁天皇の即位の礼におけるパレードが、祝賀御列の儀（しゅくがおんれつのぎ）の名で国事行為として行われた。
第二次世界大戦後の皇室の慶事のパレードは、1959年4月10日、皇太子明仁と皇太子妃美智子との結婚、皇居から渋谷常磐松の東宮仮御所まで、約8.8km、約53万人の人出、
1990年11月12日、天皇明仁の即位、皇居から赤坂御所まで、約4.7km、約11万7000人の人出、
1993年6月9日、皇太子徳仁と皇太子妃雅子との結婚、皇居から東宮仮御所まで、約4.2km、約19万人の人出、
2019年11月10日、天皇徳仁の即位、皇居から赤坂御所まで、約4.6km、約11万9000人の人出のあわせて4回あった。

## 一覧

### 年中行事
- 長崎帆船まつり 入港パレード（毎年4月下旬[4]、長崎市）
- 横浜開港記念みなと祭 国際仮装行列（毎年5月3日[注 2]、横浜市） - 横浜開港記念みなと祭の主要行事として開催され、その模様は県域放送局・テレビ神奈川（tvk）でも中継[注 3]されている。

### 祝勝祝賀
- 東京スカイツリー開業 区民祝賀イベント 区民パレード（2012年5月19日、浅草通り）
- 第30回オリンピック競技大会メダリストパレード（2012年8月20日、銀座通り）[5]
  - ロンドンオリンピックのメダリスト71人が参加。車列はオープンバスであるスカイホップバス5台ほか。主催者発表で約50万人が集まった[6]。

## ギャラリー

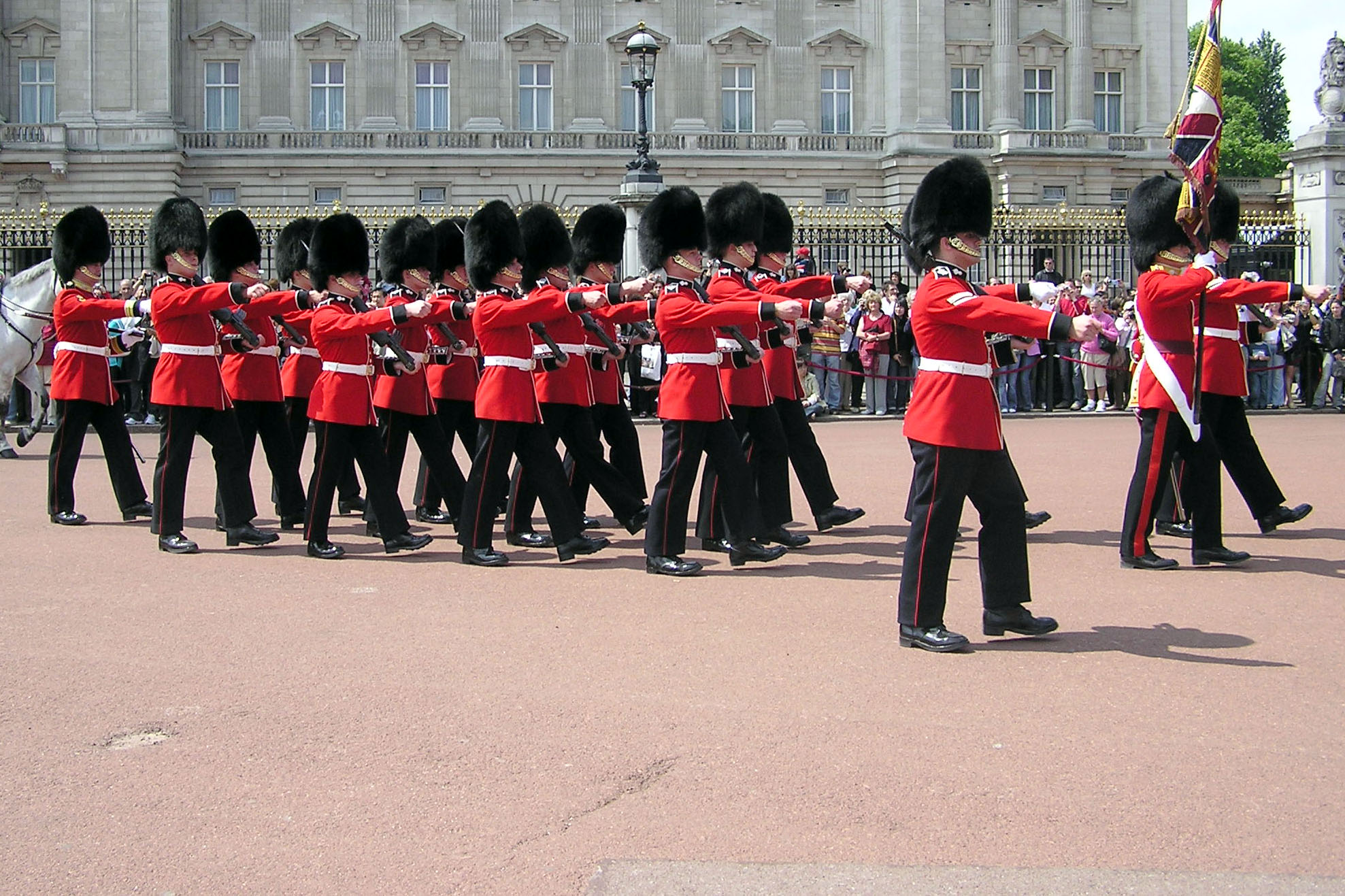
バッキンガム宮殿での女王近衛部隊のパレード。2005年。
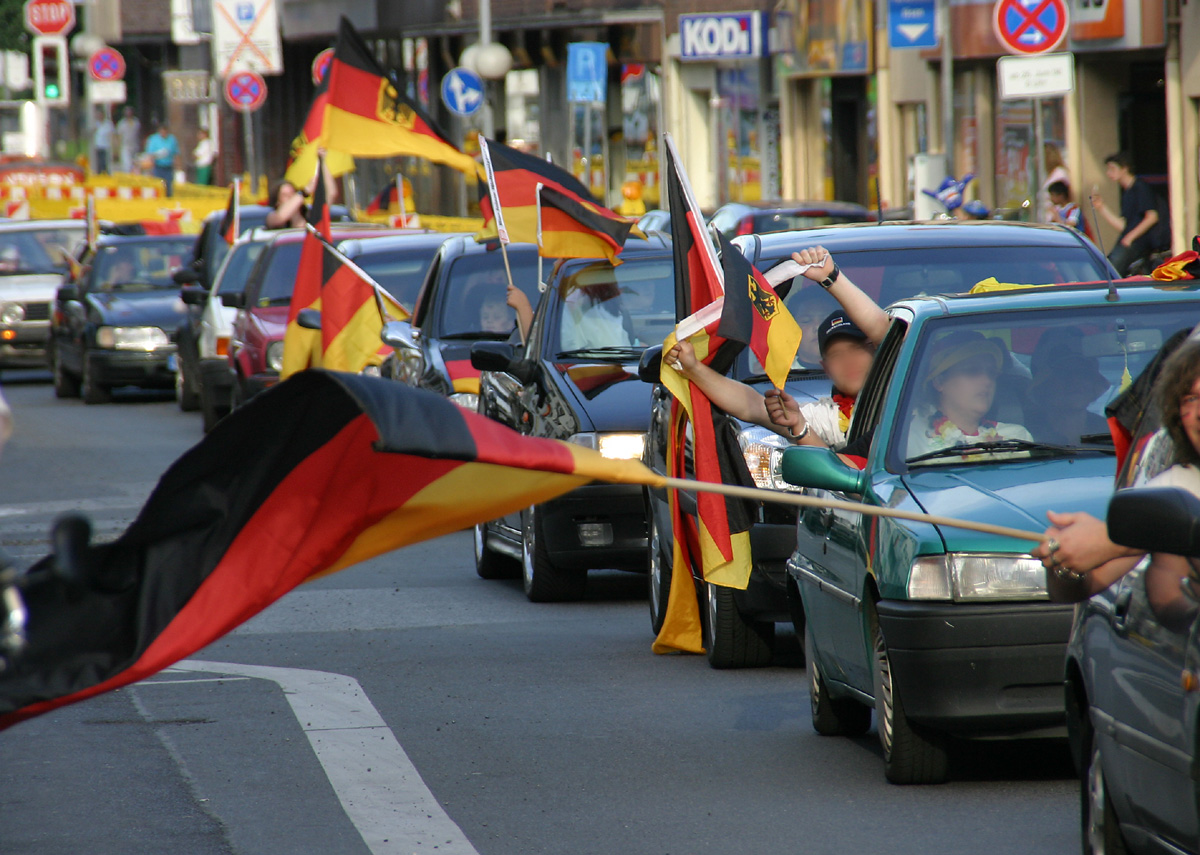
ドイツメールスでのFIFAワールドカップのパレード。2006年。
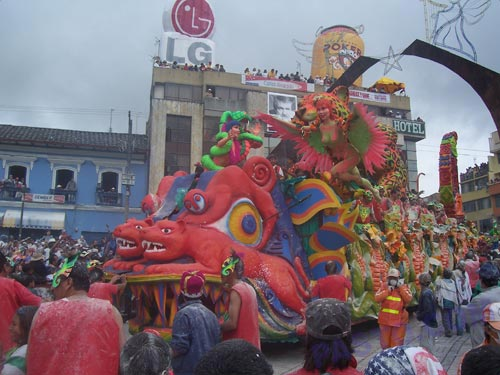
コロンビアパストでのカーニバルのパレード。2006年。
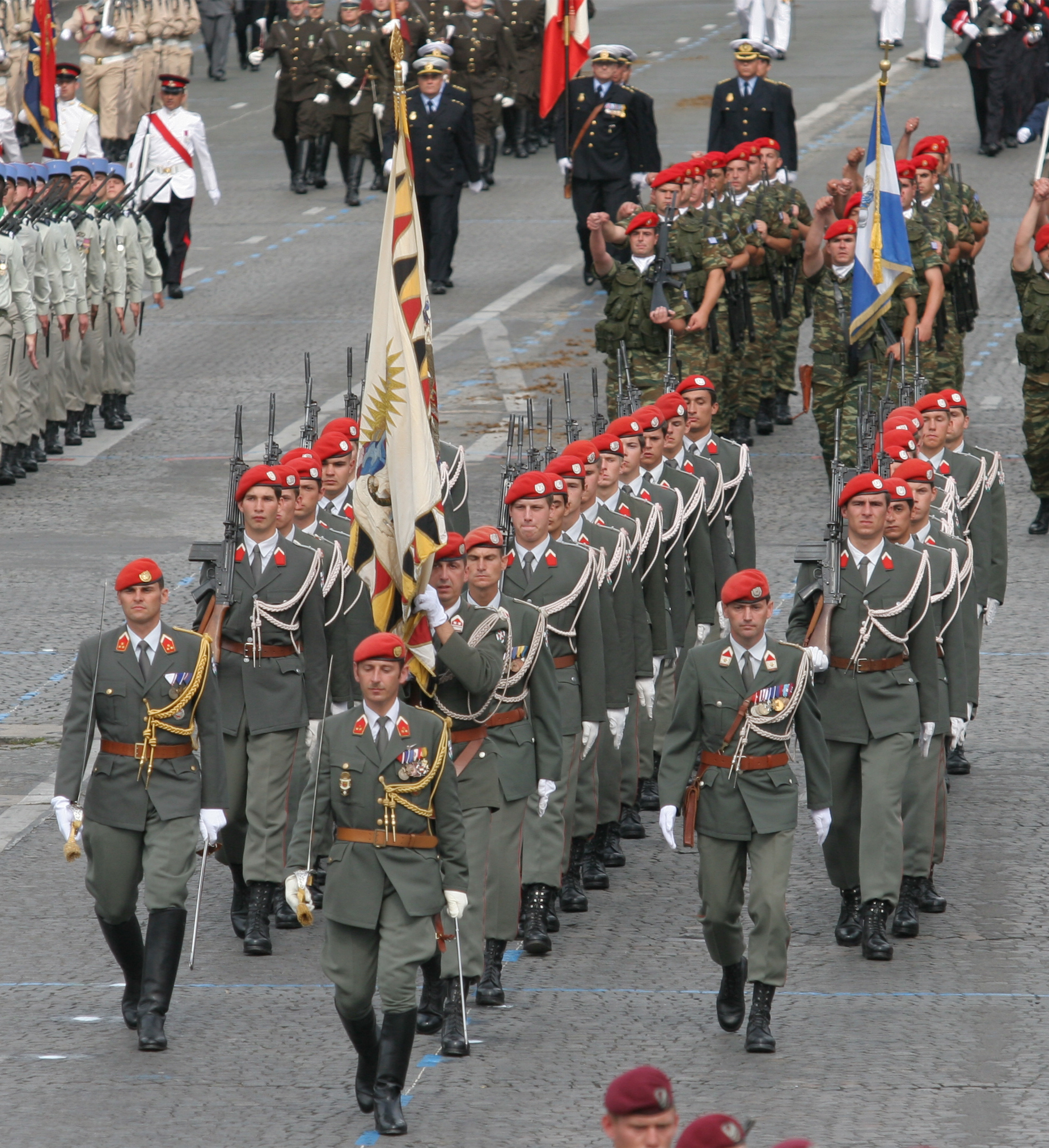
2007年のパリ祭（7月14日）においてシャンゼリゼ通りを軍旗を先頭にパレードするオーストリア軍部隊
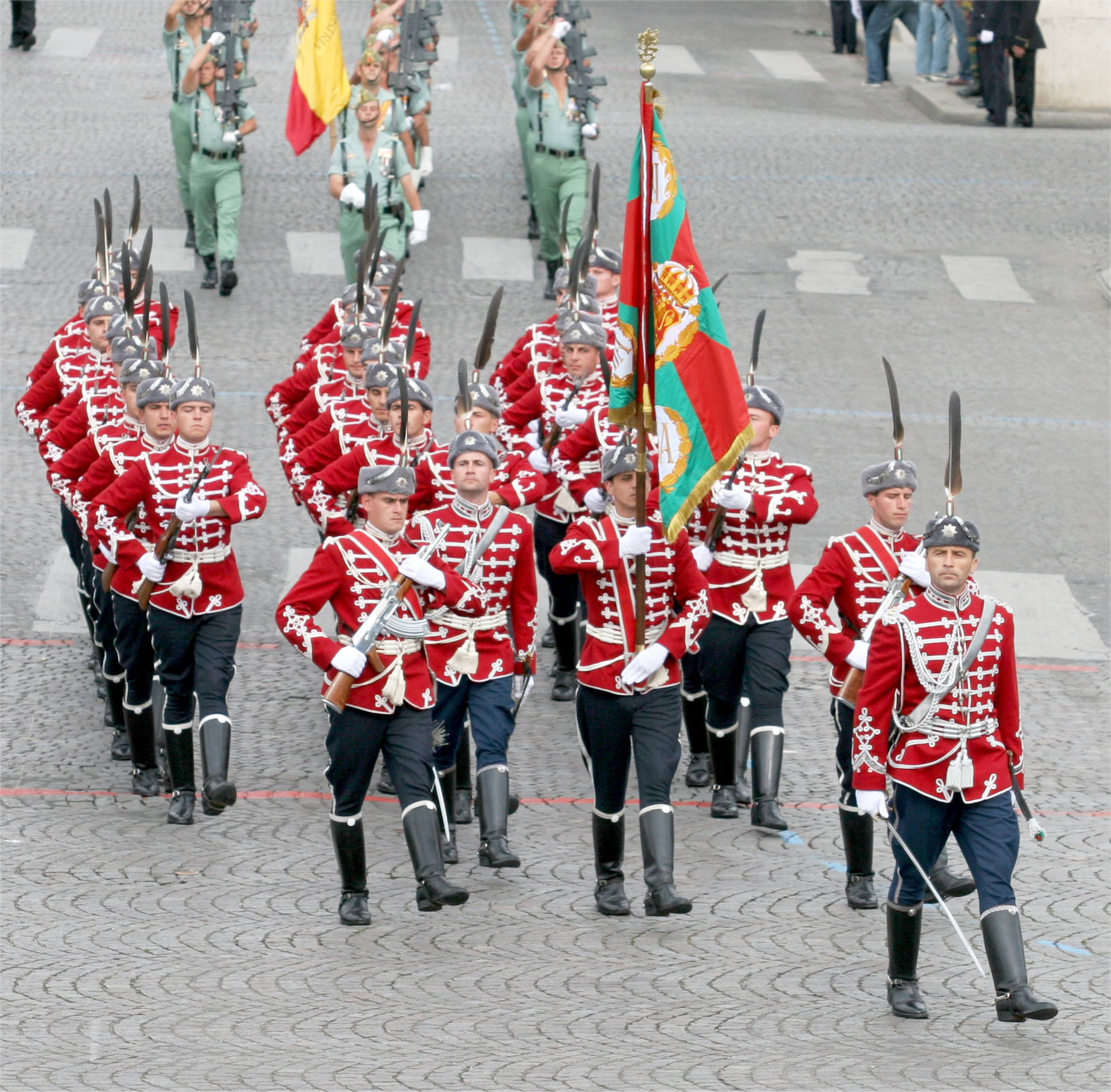
同じく2007年のパリ祭で。手前はブルガリア軍、奥はスペイン軍・スペイン外人部隊
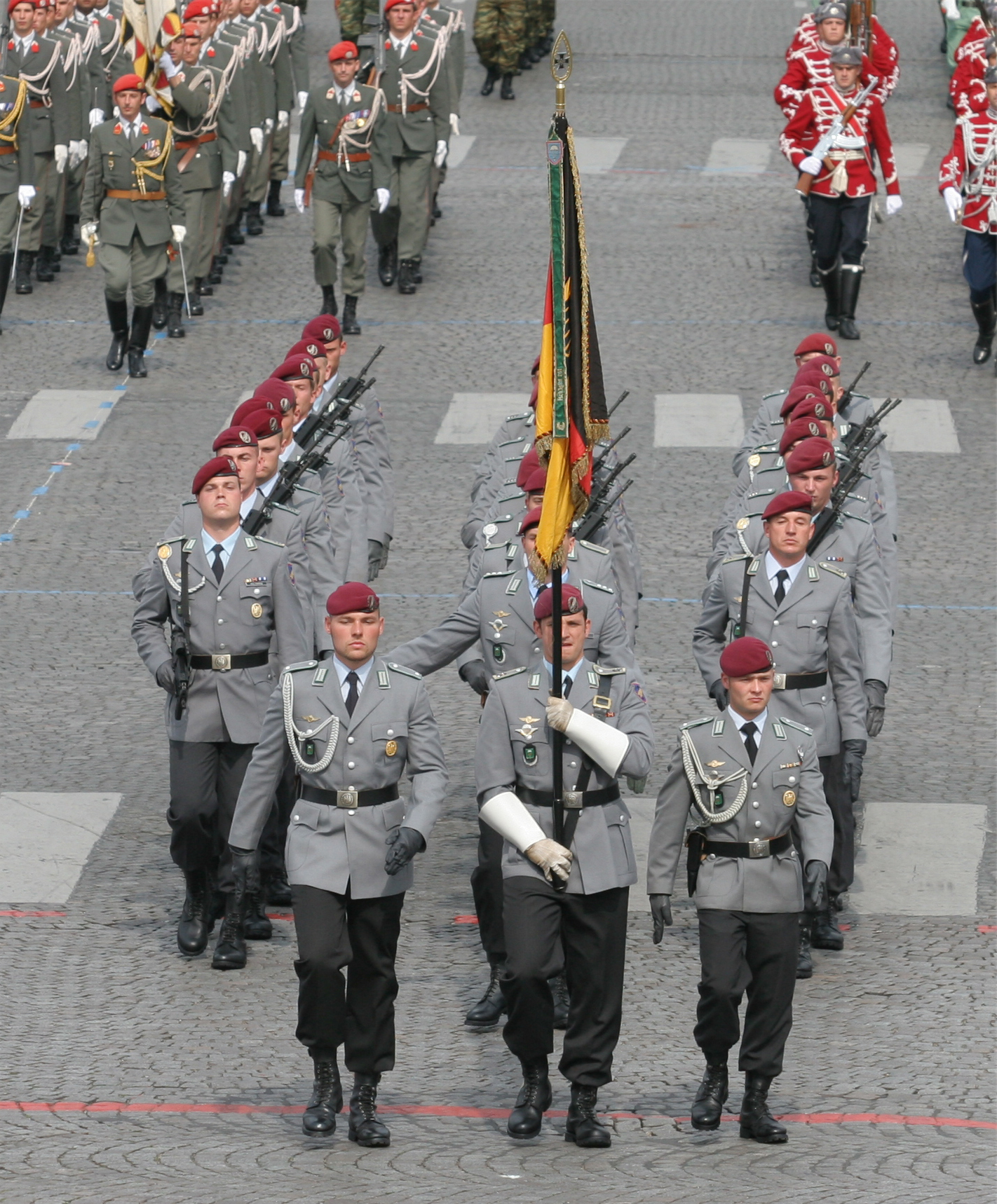
同じく2007年のパリ祭で。ドイツ連邦軍陸軍部隊

## 乗り物のパレード
- 単一メーカーの車種による世界最大級のパレードラン
  - ポルシェの車2,325台によるパレードラン [7]

2008年5月1日、ドイツはノルトラインヴェストファーレン州の町ディンスラーケン（英語版）にて開催されたイベントで挙行され、"Largest parade of Porsche cars（意: ポルシェ車による最大のパレード）" 名義でギネス世界記録に認定された[7]。
  - スバルの車1,751台によるパレードラン [8][9]

2020年10月4日、アメリカ合衆国カリフォルニア州コスタメサにてスバル・オブ・アメリカ社が主催した Subiefest のイベントで挙行され、"Largest parade of Subaru cars（意: スバル車による最大のパレード）" 名義でギネス世界記録に認定された[8][9]。
  - フォード・モーターの車1,527台によるパレードラン [10]

2016年6月4日、ブルガリアの首都ソフィアにて Moto-Pfohe BG が主催したイベントで挙行され、"Largest parade of Ford cars（意: フォード車による最大のパレード）" 名義でギネス世界記録に認定された[10]。
  - フェラーリの車964台によるパレードラン [11][12]

2012年9月15日、イギリスのシルバーストン・サーキットにて Ferrari North Europe Ltd. が主催した「フェラーリ・レーシング・デイズ」で挙行され、"Largest parade of Ferrari cars（意: フェラーリ車による最大のパレード）" 名義でギネス世界記録に認定された[11][12]。
- 単一車種による世界最大級のパレードラン
  - ホンダ・ビート569台によるパレードラン [13][14][15][16]

ツインリンクもてぎのスーパースピードウェイにて2010年（平成22年）5月9日に開催された「MEET THE BEAT! 2010」において[13]、「オーナーミーティング」（所有者の会合イベント）の一環としてオーバルコースで挙行され[14]、"Largest parade of Honda cars（意: ホンダ車による最大のパレード）" 名義でギネス世界記録に認定された（ギネス世界記録の公式ウェブサイトには同年7月13日に掲載された）[13]。行われたことの正確な内容は「ホンダの同一車種による世界最大のパレードラン」であり[14]、当事者や参加者はそのように伝えている[14][15][16]。